# Mary Oliver
Mary Oliver (Maple Heights, 10 settembre 1935 – Hobe Sound, 17 gennaio 2019) è stata una poetessa statunitense. Ha vinto il National Book Award e il Premio Pulitzer. Il New York Times l'ha descritta come "di gran lunga, la poetessa di questo paese che ha venduto di più".

## Biografia
Da ragazza visse per un breve periodo nella casa della deceduta Edna St. Vincente Millay, dove aiutò la sorella di costei, Norma, nel riordino e nella conservazione delle carte di famiglia. Negli anni cinquanta ha frequentato sia l'Ohio State University che il Vassar College, ma senza conseguirvi diplomi. Ha abitato a Provincetown, Massachusetts, per più di quarant'anni. La sua partner, Molly Malone Cook, le ha fatto da agente letterario per tutta la vita.

## Opera
Intensa e gioiosa osservatrice del mondo naturale, Mary Oliver viene spesso paragonata a Walt Whitman e Henry David Thoreau. Le sue poesie sono ricche di immagini quotidiane provenienti dalle paludi vicino a casa sua a Provincetown: pivieri, serpenti d'acqua, le fasi della luna e le megattere, sono gli elementi maggiormente rappresentati. Maxine Kumin chiama la Oliver "una pattugliatrice delle paludi" allo stesso modo in cui Thoreau era un esploratore delle "bufere di neve" e "una infaticabile guida al mondo naturale". La sua opera, infatti, rappresenta uno dei punti più elevati della poesia consacrata alla natura. Coi suoi lavori ha aperto molte strade per la presa di coscienza della crisi ambientale. Oliver usa uno stile linguistico semplice e chiaro per far condividere ai lettori il suo amore per gli altri esseri viventi. La sua casa è la "Grande Madre" terra che onora nelle sue poesie.

## Premi
Oliver ha ricevuto numerosi premi per la sua opera tra i quali il Lannan Literary Award per la poesia nel 1998, il National Book Award for Poetry nel 1992 per la sua raccolta New and Selected Poems, il Premio Pulitzer per la poesia nel 1984 per la raccolta American Primitive, il Guggenheim Foundation Fellowship nel 1980, e il Shelley Memorial Award nel 1969-70) della "Poetry Society of America".

## Opere
- No Voyage, and Other Poems (1963, prima edizione; 1965, (edizione ampliata)
- The River Styx, Ohio, and Other Poems (1972)
- The Night Traveler (1978)
- Twelve Moons (1978)
- Sleeping in the Forest (1979)
- American Primitive (1983)
- Dream Work (1986)
- Provincetown (1987, edizione limitata con incisioni in legno di Barnard Taylor)
- House of Light (1990)
- New and Selected Poems (1992)
- A Poetry Handbook (1994)
- White Pine: Poems and Prose Poems (1994)
- Blue Pastures (1995)
- West Wind: Poems and Prose Poems (1997)
- Rules for the Dance: A Handbook for Writing and Reading Metrical Verse (1998)
- Winter Hours: Prose, Prose Poems, and Poems (1999)
- The Leaf and the Cloud (2000, poema in prosa)
- What Do We Know (2002)
- Owls and Other Fantasies: poems and essays (2003)
- Why I Wake Early: New Poems (2004)
- Blue Iris: Poems and Essays (2004)
- Long Life: Essays and Other Writings (2004)
- New and Selected Poems, volume two (2005)
- At Blackwater Pond: Mary Oliver Reads Mary Oliver (2006, audio cd)
- Thirst: Poems (2006)
- Our World (2007) con fotografie realizzate da Molly Malone Cook